# Jardín de los Reyes Caudillos
L'escultura urbana coneguda pel nom Jardín de los Reyes Caudillos, ubicada a la carrer Águila, a la ciutat d'Oviedo, Principat d'Astúries, Espanya, és una de les més d'un centenar que adornen els carrers de l'esmentada ciutat espanyola.
El paisatge urbà d'aquesta ciutat, es veu adornat per obres escultòriques, generalment monuments commemoratius dedicats a personatges d'especial rellevància en un primer moment, i més purament artístiques des de finals del segle xx.
Es tracta d'un conjunt d'escultures, fetes en pedra, obra de Gerardo Zaragoza, Víctor Hevia i Manuel Álvarez Laviada, i està datada 1942.
Les escultures es van inaugurar coincidint amb els esdeveniments organitzats en la commemoració del Mil·lenari de la Cambra Santa d'Oviedo. Se situa al costat nord de la Catedral d'Oviedo. L'obra representa en el seu interior les figures dels dotze Reis d'Oviedo, que recorren la història del Principat, des Pelayo a Alfons III. Els tres primers,  Pelayo,  Favila i  Alfons I, es representen en un mural, i són obra de Gerardo Zaragoza, que també realitzar les estàtues de  Fruela I i  Ramir I i els bustos  Aureli I,  Silo I,  Mauregat I,  Beremund I i  Ordoni I. Obra deManuel Álvarez Laviada és l'estàtua d' Alfons III, mentre que la d' Alfons II, que es troba ja fora del recinte del jardí, és obra de Víctor Hevia Granda.